# Siège de Hijiyama
Le siège de Hijiyama (比自山城の戦い, hijiyama-jō no tatakai) de 1581 est l'une des batailles cruciales des campagnes d'Oda Nobunaga pour s'emparer de la province d'Iga à l'époque Azuchi Momoyama de l'histoire du Japon. Après un long siège, et plusieurs sorties réussies par les défenseurs, le château cède finalement et finit détruit.
Gamō Ujisato et Tsutsui Junkei commandent les forces de Nobunaga. Gamō attaque les villes voisines du château proche de l'actuelle Ueno, préfecture de Mie tandis que Tsutsui approche à partir de l'ouest. La force défensive provient de ces villages et se réunit dans la forteresse. Certains préparent une embuscade à mi-hauteur de la colline. Gamō et Tsutsui lancent leur assaut dans la nuit en montant sur la colline où ils rencontrent une féroce résistance avant d'être entièrement repoussés. Les défenseurs leur jettent des pierres et même des arbres, et tirent du château avec des arcs et des fusils.
Plusieurs jours plus tard, la garnison lance sa propre attaque secrète sur le camp ennemi stationné à Nagaokayama. En provenance de trois directions, les défenseurs allument des torches sur un signal et s'approchent. Les forces de Tsutsui, inquiètes et confuses, commencent à tirer des flèches dans toutes les directions. Peu après cependant, les torches sont soufflées par un vent violent et la bataille est plongée dans les ténèbres. Les guerriers de la garnison utilisent des mots de passe pour les aider à déterminer les amis des ennemis tandis que leurs ennemis tuent beaucoup des leurs dans la confusion.
En dépit de cet assaut, la forteresse est toujours en état de siège, en sérieuse infériorité numérique et manque de nourriture. Lorsque Gamō et Tsutsui attaquent une nouvelle fois le château, ils estiment le temps idéal pour mettre le feu à l'ensemble du bâtiment. Le vent de la montagne et un temps sec se combinent pour attiser les flammes et les propager à travers les palissades en bois, ce qui entraîne la destruction de la forteresse entière ainsi que le sanctuaire shintō Hachiman voisin.

## Source de la traduction
- (en) Cet article est partiellement ou en totalité issu de l’article de Wikipédia en anglais intitulé « Siege of Hijiyama » (voir la liste des auteurs).